# クラマス川

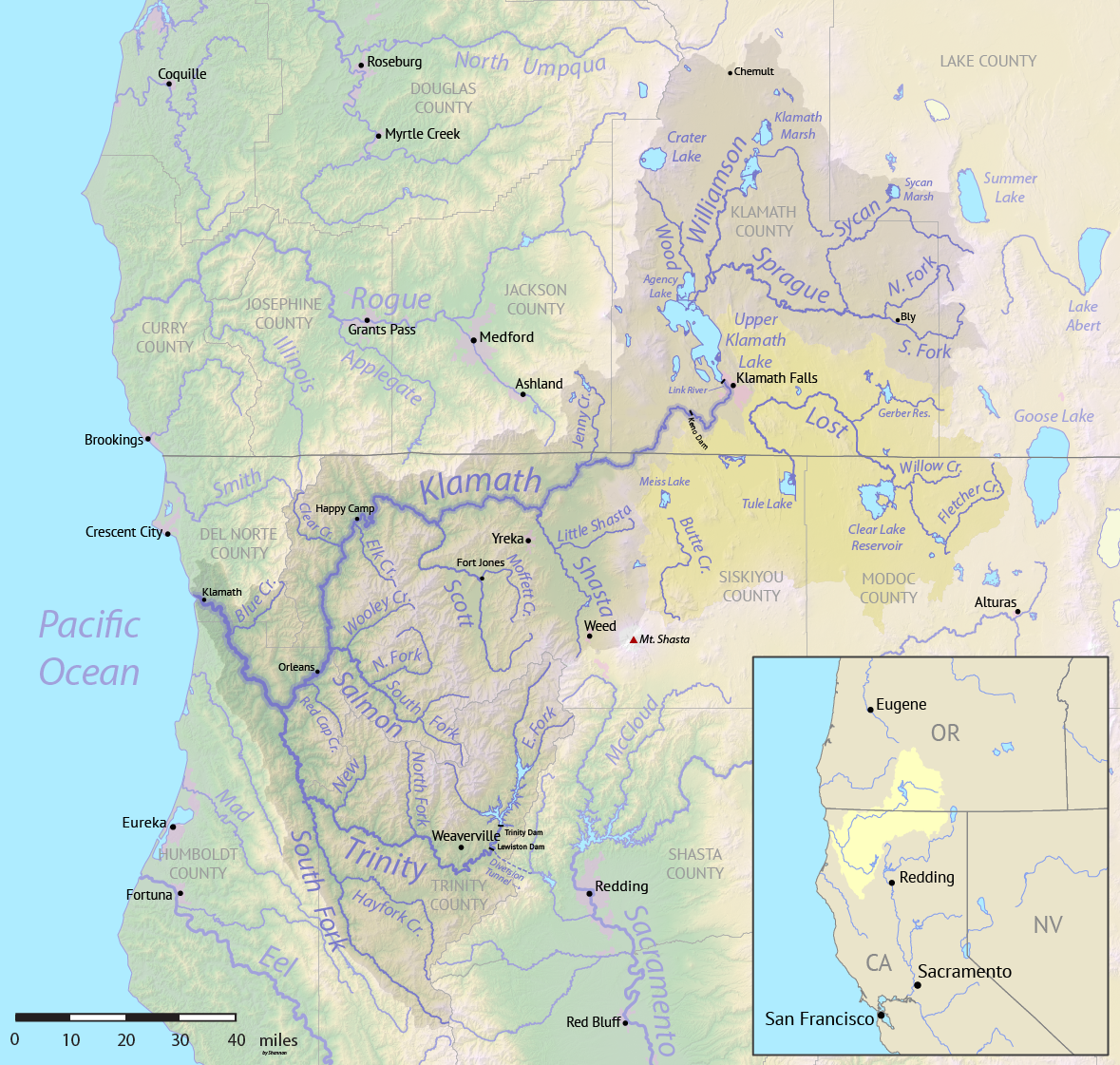
クラマス川流域

クラマス川（クラマスがわ、Klamath River）は、アメリカ合衆国西部のオレゴン州およびカリフォルニア州を流れ太平洋に注ぐ川である。
オレゴン州中央部に源を発するウィリアムソン川などが集められたアッパークラマス湖の南端にあるクラマスフォールズの街から流れ出し、クラマス川が始まる。クラマス山地内を南西に流れてカリフォルニア州に入り、シスキュー山脈の南に沿って流れクレセントシティの南南東約32kmのクラマスで太平洋に注ぐ。
川の名前は、流域に原住するインディアン部族、クラマス族から採られた。

## 支流
- シャスタ川
- スコット川
- サーモン川
- トリニティ川
- アッパークラマス湖
  - ウィリアムソン川